# Julia Gillard
Julia Eileen Gillard (n. 29 septembrie 1961, Barry⁠(d), Țara Galilor, Regatul Unit) este un om politic social-democrat australian, ex-lider al Partidului Laburist, fost prim-ministru al Australiei din 24 iunie 2010 până în septembrie 2013.

## Biografie
De origine galeză, și de profesie avocată, ea fost aleasă, începând din 1998 în Parlamentul Australiei, iar între anii 2007-2010 a ocupat funcția de ministru al Educației, al Muncii și al Plasării brațelor de muncă.
Julia Gillard este cea dintâi femeie, cea dintâi persoană celibatară, precum și primul politician născut în afara Australiei, după Billy Hughes (1915-1923), care a ajuns să ocupe funcția de premier al Australiei. 

## Familia și anii de tinerețe
S-a născut în 1961 într-o familie de mineri din Barry, zona Vale of Glamorgan din Țara Galilor, având o soră mai mare. Prin tradiție, confesiunea familiei era cea creștină baptistă.
Când a avut vârsta de 5 ani, îmbolnăvindu-se de o forma severă de bronhopneumonie, medicii i-au sfătuit pe părinții ei să o ducă pentru recuperare într-un ținut cu clima mai caldă. În aceste împrejurari familia a emigrat în 1966 în Australia și s-a stabilit în aglomerația urbană Adelaide. In Australia tatăl ei a lucrat ca infirmier de psihiatrie, iar mama ei într-o casa de bătrâni pentru femei, aflat în sarcina Armatei Salvării. 
Dupa școala elementară și studiile liceale în orașul Mitcham din zona Adelaide, Gillard a studiat dreptul si artele la Universitatea din Adelaide, apoi la Universitatea din Melbourne pe care a absolvit-o in anul 1986. In timpul studentiei a aderat la clubul studenților laburiști. În continuare a lucrat la biroul avocațial „Slater and Gordon” din Werribee, specializându-se în legislația muncii. 
Din anul 1990 a devenit parteneră la conducerea biroului.

## Cariera politică
După ce a intrat în politică, a fost aleasă în anul 1998 deputată din partea orașului Lalor din statul Victoria. Intre anii 2001-2006 a fost membră în cabinetul fantomă al opoziției laburiste, ca responsabilă pentru problemele populației și imigrației, apoi ca responsabilă cu Sănătatea. După ce Kevin Rudd a fost ales în fruntea Partidului Laburist și ca șef al opozitiei în locul lui Kim Beazley,
Julia Gillard a devenit adjuncta lui Rudd și ministrul muncii din cabinetul fantomă. 
După victoria Partidului ei în alegerile federale din 24 nopiembrie 2007, ea a devenit viceprim-ministru și ministru al educației, al relațiilor sociale și al plasării brațelor de muncă în noul guvern Kevin Rudd. 
Devenind nepopular în rândurile partidului său, și mai in ochii sindicatelor, Rudd a fost nevoit să demisioneze de la conducerea partidului și a guvernului la 24 iunie 2010, după doi ani și șapte luni de guvernare. 

## Prim ministru din 2010
Aleasă cu mare majoritate ca lider al Partidului Laburist, Julia Gillard a convocat ținerea de alegeri parlamentare anticipate la 21 august 2010. Rezultatele alegerilor au fost însa echivoce și pentru a putea constitui un nou guvern, Gillard a fost nevoită să ralieze la coaliția guvernamentală pe unul din deputații Partidului verzilor și să obțină și sprijinul a trei deputați independenți.
În viața particulară, Julia Gillard are un partener de viață, Tim Mathieson (din 2006) și nu a născut copii, din proprie alegere.

### Biografii și analize politice
- Aulich, Chris, ed. (2014). The Gillard Governments. Melbourne University Press. ISBN 978-1-74348-516-3.
- Bramston, Troy (2014). Rudd, Gillard and Beyond. Penguin Group Australia. ISBN 978-1-74348-516-3.
- Cassidy, Barrie (2010). The Party Thieves: The Real Story Of The 2010 Election. Melbourne University Press. ISBN 978-0-522-86061-0.
- Chubb, Philip (2014). Power Failure: The inside story of climate politics under Rudd and Gillard. Black Inc. ISBN 978-1-86395-660-4.
- Cooney, Michael (2015). The Gillard Project. Penguin Group Australia. ISBN 978-1-74348-517-0.
- Delahunty, Mary (2014). Gravity: Inside the PM's office during her last year and final days. Hardie Grant Books. ISBN 978-1-74358-221-3.
- Ellis, Bob (2010). Suddenly, Last Winter: An Election Diary. Penguin Group Australia. ISBN 978-0-670-07557-7.
- Kelly, Paul (2014). Triumph & Demise: The Broken Promise of a Labor Generation. Melbourne University Press. ISBN 978-0-522-86210-2.
- Kent, Jacqueline (2010). The making of Julia Gillard: Prime Minister (ed. 2nd). Penguin Group Australia. ISBN 978-1-4596-2143-5.
- Kent, Jacqueline (2013). Take Your Best Shot: The Prime Ministership of Julia Gillard. Penguin Group Australia. ISBN 978-0-14-357056-1.
- MacCallum, Mungo (2014). The Good, the Bad and the Unlikely: Australia's Prime Ministers (ed. 3rd). Black Inc. ISBN 978-1-86395-677-2.
- Skard, Torild (2014). „Julia Gillard”. Women of Power: Half a Century of Female Presidents and Prime Ministers Worldwide. Policy Press. ISBN 978-1-4473-1578-0.
- Trenoweth, Samantha, ed. (2013). Bewitched & Bedevilled: Women write the Gillard years. Hardie Grant Books. ISBN 978-1-74358-146-9.
- Walsh, Kerry-Anne (2014). The Stalking of Julia Gillard: How the media and Team Rudd brought down the Prime Minister. Allen & Unwin. ISBN 978-0-224-02726-7.

### Autobiografii ministeriale
- Bowen, Chris (2013). Hearts & Minds: A Blueprint for Modern Labor. Melbourne University Press. ISBN 978-0-522-86443-4.
- Carr, Bob (2014). Diary of a Foreign Minister. New South. ISBN 978-1-74224-170-8.
- Carr, Kim (2013). A Letter to Generation Next: Why Labor. Melbourne University Press. ISBN 978-0-522-86446-5.
- Combet, Greg (2014). The Fights of My Life. Melbourne University Press. ISBN 978-0-522-86617-9.
- Garrett, Peter (2015). Big Blue Sky: A Memoir. Allen & Unwin. ISBN 978-1-76011-041-3.
- Swan, Wayne (2014). The Good Fight: Six years, two prime ministers and staring down the Great Recession. Allen & Unwin. ISBN 978-1-74331-935-2.